# 監禁區域Level X
《監禁區域Level X》是2017年作為聊天小說的恐怖黑暗奇幻作品，曾以Webtoon風格的漫畫呈現，並在《Web Action》連載。原作作者為應用程式peep上的大石ロミー。2024年8月7日動畫化企劃決定，於2024年9月6日播出。播放完畢後宣布製作第2季。

## 故事簡介
女高中二年級鶴見涼花在午睡醒來後發現自己被困在被封鎖的公寓裡。根據在外面的母親發來的訊息，這個公寓裡有一種神秘的生物“X（サイ）”。為了回到家人身邊，涼花與同樣被困在公寓裡的同班同學修平一起在不斷循環的絕望中努力逃離公寓。

## 登場人物

### 主要人物
鶴見涼花（聲：雨宫天）
本作主角。
室坂修平（聲：逢坂良太）

涼花母親（聲：熊谷海麗）

修平父親（聲：下妻由幸）

## 出版書籍

### 漫畫
| 卷數 | 雙葉社         | 雙葉社                 |
| 卷數 | 發售日期       | ISBN                   |
| ---- | -------------- | ---------------------- |
| 1    | 2020年12月17日 | ISBN 978-4-575-85526-5 |
| 2    | 2021年7月15日  | ISBN 978-4-575-85605-7 |
| 3    | 2022年3月17日  | ISBN 978-4-575-85681-1 |

## 外部連結
- 監禁區域Level X的X（前Twitter）（日語）
- Web Action （页面存档备份，存于） （日語）
- 動畫「監禁區域Lv.X」官方網站（日語）